# Pachychoeta complicata
Pachychoeta complicata är en tvåvingeart som beskrevs av James 1953. Pachychoeta complicata ingår i släktet Pachychoeta och familjen rovflugor.
Artens utbredningsområde är Honduras. Inga underarter finns listade i Catalogue of Life.